# Jaime Nubiola
Jaime Nubiola (Barcelona, 13 de agosto de 1953) es un filósofo y profesor universitario. Es autor de diecisiete libros y de más de 150 artículos sobre filosofía del lenguaje, historia de la filosofía analítica, metodología filosófica, filosofía norteamericana y pragmatismo. Es un estudioso de la figura y el pensamiento del científico y filósofo norteamericano Charles S. Peirce. Ha dirigido 47 tesis doctorales y numerosos proyectos de investigación.

## Biografía
Cursó el bachillerato en el colegio Viaró, obra corporativa del Opus Dei, al que se incorporó en su juventud. Comienza sus estudios de Filosofía en la Facultad de Filosofía y Letras de la Universidad de Barcelona (1970-72), concluyéndolos en la Universidad de Valencia (1972-75), donde se licencia con la tesis "John L. Austin: Análisis y verdad", dirigida por Fernando Montero. En 1982 defiende su tesis doctoral "El compromiso esencialista de la lógica modal. Estudio de Quine y Kripke" en la Universidad de Navarra, a la que se había incorporado como Secretario General (1978 -1991), bajo la dirección de su mentor Alejandro Llano.
En la Universidad de Navarra fue sucesivamente: Ayudante (1978), Profesor Asociado (1983), Adjunto (1991), Agregado (2000) y Catedrático (2013). Fue también Vicerrector de Extensión Universitaria y Relaciones Internacionales(2004-07). 
Desde 1994 ha promovido y dirigido (hasta el 2023) el Grupo de Estudios Peirceanos de la Universidad de Navarra, para impulsar el estudio de la obra de Charles S. Peirce y la traducción de sus textos al castellano. Ha sido presidente de la Charles S. Peirce Society (2008) y fue el chairman del Charles S. Peirce International Centennial Congress celebrado en Lowell, MA, en julio del 2014.
Fue visiting scholar en las Universidades de Harvard, Glasgow y Stanford. Colaboró en los primeros pasos de la Universidad Internacional de Cataluña como Vicerrector de Ordenación Académica y Profesorado (1998-2000). Además de su amplia actividad docente en la Universidad de Navarra en grado y postgrado, ha impartido numerosos cursos en universidades de América Latina.
Fue director de la revista Anuario Filosófico (2003-14) y es miembro del consejo editorial de numerosas revistas, entre ellas Transactions of the Charles S. Peirce Society. Es miembro del Board of Advisors del Peirce Edition Project.

## Filosofía
Jaime Nubiola defiende con la tradición pragmatista que la filosofía no puede ser un mero ejercicio académico, sino que es un instrumento para la progresiva reconstrucción crítica y razonable de la práctica diaria tanto personal como comunitaria. El rigor de la especialización debe de estar compensado siempre por la relevancia humana de la búsqueda y el perfeccionamiento personal. En un mundo en el que la vida diaria se encuentra a menudo del todo alejada del examen inteligente de uno mismo y de los frutos de la actividad humana, los pragmatistas piensan que una filosofía que se aparte de los genuinos problemas humanos —tal como ha hecho buena parte de la filosofía moderna— es un lujo que no puede permitirse.
Quienes desgajan la filosofía académica de la reflexión vital en que tuvo su origen y centran solo su atención en oscuras y complejas cuestiones eruditas, ciegan la fuente más íntima de su vitalidad. Por el contrario, uno de las convicciones centrales de Nubiola es la capacidad que tiene la escritura sobre la propia actividad para aunar en la práctica pensamiento y vida. Quien dedica sus mejores esfuerzos a pensar descubre que la filosofía es escritura, y que esa escritura ha de ganar su autoridad a diario, palabra a palabra, línea a línea. Por llamarse filosofía esa escritura no tiene ninguna autoridad heredada o regalada, sino más bien lo contrario. La autoridad de quien hace filosofía se logra en el empeño por ser autor cuando menos de sus propias palabras, en el empeño por decir siempre la verdad, por aclarar el pensamiento y por ser claro en su expresión.
El resurgimiento del pragmatismo en el seno de la filosofía analítica es un fenómeno ya consolidado, en el que Nubiola ha tenido un papel destacado, particularmente en el ámbito hispánico. Entre sus aportaciones más destacadas cabe mencionar el estudio de los viajes europeos de Charles S. Peirce (1870-1883) y el de la recepción de C. S. Peirce y el pragmatismo en el mundo hispánico, tal como se refleja en sus publicaciones.
Un aspecto particular del interés de Nubiola en la recepción del pragmatismo en España ha sido la identificación de Eugenio d'Ors como un filósofo de cuño pragmatista, tanto por su formación como por algunas de sus tesis centrales, que ha dado lugar a diversos trabajos y varias tesis doctorales.

## Distinciones
- Herbert Schneider Award (2025) otorgado por la «Society for the Advancement of American Philosophy (SAAP)» (Sociedad para el Avance de la Filosofía Americana).[15]

## Publicaciones
Entre sus publicaciones destacan:
- Con María Rosa Espot, ¿Qué hacemos con la educación? Desafíos del profesorado para una educación transformadora, Desclée de Brouwer, Bilbao, 2024, 207 pp. ISBN: 9788433032560.
- Con Sara Barrena, Los viajes europeos de Charles S. Peirce, 1870-1883, Eunsa, Pamplona, 2022, 714 pp. ISBN: 978-84-313-3815-2.
- Pensadores de frontera, Rialp, Madrid, 2020, 156 pp. ISBN: 9788432152504.[16]
- Con Raquel Sastre, Las tesis de posgrado. Una guía novelada para quienes hacen y dirigen tesis, Eunsa, Pamplona, 2020, 143 pp. ISBN: 9788431333485.[17]
- Con María Rosa Espot, Alma de profesor: la mejor profesión del mundo, Desclée de Brouwer, Bilbao, 2019, 168 pp. ISBN: 9788433030290.[18]
- Con Sergio Sánchez-Migallón, Introducción a la filosofía, Eunsa, Pamplona, 2018, 115 pp. ISBN: 9788431332723.[19]
- Vivir, pensar, soñar, Rialp, Madrid, 2017, 248 pp. ISBN: 9788432147449.[20]
- Con María Rosa Espot, Cómo tomar decisiones importantes (Dirigido a jóvenes de 15 a 22 años), Eunsa, Pamplona, 2016, 144 pp. ISBN: 978-84-313-3106-1(2ª ed., 2016).[21]
- Con Sara Barrena, Charles S. Peirce (1839-1914): Un pensador para el siglo XXI, Eunsa, Pamplona, 2013, 367 pp. ISBN: 9788431329198.[22]
- Con María Rosa Espot, Aprender a divertirse, Eunsa, Pamplona, 2011, 177 pp. ISBN: 9788431327989.[23]
- Invitación a pensar, Rialp, Madrid, 2009, 175 pp. ISBN: 9788432137419 (3ª ed., 2019)[24]
- Pensar en libertad, Eunsa, Pamplona, 2007, 218 pp. ISBN: 9788431324544.[25]
- Con Fernando Zalamea, Peirce y el mundo hispánico. Lo que C. S. Peirce dijo sobre España y lo que el mundo hispánico ha dicho sobre Peirce, Eunsa, Pamplona, 2006, 366 pp. ISBN: 8431324074.[26]
- El taller de la filosofía: Una introducción a la escritura filosófica, Eunsa, Pamplona, 1999, 248 pp. ISBN: 8431317035[27] (2ª ed., 2000; 3ª ed., 2002; 4ª ed., 2006; 5ª ed., 2010).
- Con Francisco Conesa, Filosofía del lenguaje, Herder, Barcelona, 1999, 319 pp. ISBN: 8425420865[28] (2ª ed., 2002).
- La renovación pragmatista de la filosofía analítica, Eunsa, Pamplona, 1994, 109 pp. ISBN: 9788431337858 (2ª ed., 1996, 132 pp.; 3º ed., 2022, 124 pp.).[29]
- El compromiso esencialista de la lógica modal. Estudio de Quine y Kripke, Eunsa, Pamplona, 1984, 350 pp. ISBN: 9788431308674 (2ª ed., 1991).[30]

Traducciones a otras lenguas:
- Al portugués: traducción de Maria Do Céu Lopes, Convite a pensar, Diel, Lisboa, 2013. ISBN: 9789728941864.
- Al polaco: traducción de Agnieszka Z. R. Wardak y Marcin Korzeb. Con María Rosa Espot, Nauczyciel z dusza. Najlepszy zawód swiata, Istytut Educare, Varsovia, 2020. ISBN: 9788395661105.